# Gracelyn Smallwood
Gracelyn Smallwood   (Townsville, 1951) és una professora d'infermeria i llevadora a la Universitat Central de Queensland. És una aborígena australiana d'origen biri.

## Carrera d'infermeria
Smallwood es va formar en infermeria general, llevadora i infermeria psiquiàtrica a l'hospital de Townsville.
Va ser la primera indígena australiana a rebre un màster en ciències en salut pública per la Universitat James Cook.
El 2016, va ser nomenada professora d'infermeria i llevadora a la Universitat Central de Queensland.

## Altres papers
Smallwood ha sigut defensora dels drets dels aborígens i dels illencs de l'estret de Torres des de 1968.
El 15 de gener de 2020, es va anunciar que Smallwood seria un dels membres del Grup Nacional de codisseny de la Veu Indígena, un grup assessor governamental.

## Premis i reconeixements
Els premis i honors inclouen:
- Aborigen de l'any de Queensland el 1986
- Premi Memorial Henry Kemp la Societat Internacional per a la Prevenció de l'Abús i la Negligència Infantil el 1994
- Deadly Award a la trajectòria en la salut indígena el 2007
- Persona de l'any segons NAIDOC el 2014
- Membre de l'Orde d'Austràlia l'any 1992, pel seu servei a la salut i el benestar dels aborígens, i a la salut pública, especialment el VIH/SIDA.

## Obres publicades
- Smallwood, Gracelyn & Royal College of Nursing, Australia (1990), Aboriginal health by the year 2000, Royal College of Nursing, Australia, ISBN 978-0-909449-39-1
- Smallwood, Gracelyn (October 2011), Human rights and first Australians' well-being, <https://trove.nla.gov.au/work/163318589>. Consulta: 3 maig 2018
- Smallwood, Gracelyn (2015), Indigenist critical realism : human rights and First Australians' well-being, Routledge, ISBN 978-1-138-81036-5